# Hyosung
Hyosung Motors & Machinery Inc. är en koreansk moped- och motorcykeltillverkare som också tillverkar en del bildetaljer. Hyosung startades 1978 som en del av Hyosungkoncernen men blev självständigt 2003. Företaget är medlem i KAMA, Korea Automobile Manufacturers Association (Hanguk Jadongcha Gongeop Hyeophoe).